# L'Olimpiade (Vivaldi)
L'Olimpiade és una òpera en tres actes d'Antonio Vivaldi (RV 725) sobre un llibret de Pietro Metastasio, el mateix que va ser escrit originalment per a l'òpera del mateix nom (1733) d'Antonio Caldara. Fou estrenada al Teatro Sant'Angelo de Venècia el 17 de febrer de 1734.
A Catalunya es va estrenar, en versió concertant, el 15 d'octubre de 1982 al Palau de la Música de Barcelona interpretat pel Cor Madrigal de Budapest i l'Orquestra de Cambra de l'Orquestra Simfònica Hongaresa dirigida per Ferenc Szekeres.

## Origen i context
Entre 1733 i 1734, Vivaldi va passar una part important del seu temps a Venècia. Allà va escriure tres òperes per al Teatro Sant'Angelo: Montezuma, L'Olimpiade i Dorila in Tempe.
Més de 50 compositors varen musicar el llibret de Pietro Metastasio L'Olimpiade entre 1733 i 1815, començant per Caldara i que inclouen noms com Pergolesi, Galuppi, Cimarosa, Cherubini i Paisiello. En comparació amb aquestes figures, alguns dels més il·lustres en l'òpera del segle xviii, Vivaldi va ser una mica d'un estrany, però, la seva L'Olimpiade va ser la segona en aparèixer, estrenant-se menys d'un any després que la de Caldara pugés a l'escenari a Viena.
L'Olimpiade va ser un dels millors textos de Metastasio. El resum del llibret de Metastasio pot semblar confús, però la construcció dramàtica de l'obra és de fet molt clara i eficaç. Cada acte conté boniques àries, sent el segon acte el més intens dramàticament. Aquesta obra mostra com la forta personalitat musical de Vivaldi no acceptava de bon grat la dominació de l'estil napolità en les arts.